# Morsure de glace
Morsure de glace (titre original : Frostbite) est le deuxième roman de la série Vampire Academy écrite par Richelle Mead. 
Morsure de glace est la suite de l'histoire de Rosemarie "Rose" Hathaway et de sa meilleure amie et compagne de lien, Vasilisa "Lissa" Dragomir. Dans ce deuxième roman, les élèves de l’académie Saint-Vladimir sont envoyés dans un chalet à la montagne pour les protéger de récentes attaques Strigoï.

## Résumé
L'histoire commence avec Rose et Dimitri qui sont en route pour rencontrer le légendaire gardien Arthur Schoenberg pour un examen de qualification pour Rose. Une fois qu'ils arrivent à la maison de la famille de Moroï dont Arthur est le gardien, ils découvrent un massacre sanglant de toute la famille et de tous les gardiens, y compris Arthur. Rose découvre aussi un pieu en argent, un appareil magique que les Strigoï ne peuvent pas toucher. Sauf si un humain l'a désactivé (car les Strigoï ne peuvent pas toucher les pieux en argent).
Le massacre met la communauté de vampires en état d'alerte. Pour garder les élèves de l'académie Saint-Vladmir en sécurité, un voyage de ski dans un chalet appartenant à une famille aisée Moroï est organisé.
Pendant le voyage de ski, la panique s'installe quand de nouvelles attaques des Strigoï s'abat sur une autre famille royale où est mort la mère de Mia qui travaillait pour eux. Durant son séjour au ski, Rose rencontre un Moroï nommé Adrian Ivashkov, qui montre un intérêt évident pour Rose, et devient amical avec Lissa plus tard quand on découvre qu'il est lui-même un spécialiste de l'Esprit, tout comme Lissa. Pendant une fête d'Adrien, Mason, ainsi que son ami Eddie, et Mia commencent à exprimer leurs opinions sur la chasse aux Strigoï. Après une violente dispute avec Dimitri, Rose révèle à Mason des informations confidentielles sur la localisation possible du repaire des Strigoï. En utilisant cette information, Mason, Mia et Eddie se faufilent hors de la station de ski et vont jusqu'à Spokane, dans l'État de Washington, pour traquer les Strigoï eux-mêmes. Rose découvre leur plan, et elle et Christian partent les arrêter.
Rose et Christian trouvent le groupe et les convainquent de retourner à la station de ski. Cependant, ils sont pris dans une embuscade par des humains qui travaillent pour des Strigoï. Ces derniers vont les retenir captifs pendant des jours, menaçant de les tuer. Rose finit par élaborer un plan pour s'échapper, et ils réussissent tous à sortir de la maison où ils étaient retenus, et sortent à la lumière. Sauf Rose qui reste se battre avec les deux Strigoï. Mason meurt en essayant d'aider Rose. Cette dernière tue alors les deux Strigoï en les décapitant, et s'effondre en état de choc à côté du corps de Mason. Des gardiens de l'académie arrivent sur place, dont Dimitri qui ramène Rose et la réconforte.
Une fois de retour à St.-Vladimir, Rose reçoit deux marques de molnija pour avoir tué les deux Strigoï.
Pendant ce tome, Dimitri s'était aussi rapproché de la tante de Christian, Tasha Ozéra. Celle-ci offre la possibilité à Dimitri de devenir son gardien. On découvre aussi qu'elle voulait un enfant avec lui, et éprouvait des sentiments. Cela rendra Rose jalouse. À la fin, Dimitri dit à Rose qu'il a refusé l'offre de Tasha pour devenir son gardien. Il avoue à Rose que son cœur lui appartient et finit par l'embrasser et conclut que Rose a encore beaucoup de choses à apprendre.

## Suite
La suite de ce deuxième tome est Baiser de l'ombre.

## Projet d'adaptation
À la suite de l'échec de l'adaptation de Sœurs de sang, le premier volet de la série, au box-office mondial, aucun projet d'adaptation de Morsure de glace n'a été annoncé. Quelques mois après cet échec, les producteurs du films annoncent sur les réseaux sociaux qu'ils travaillent sur une façon de continuer l’adaptation de la série en film.
Le 15 juillet 2014, les producteurs de la série au cinéma annonce avoir réunis les fonds nécessaire pour adapter Morsure de glace. Du 6 août 2014 au 4 septembre 2014, une campagne de crowdfunding est lancé sur le site Indiegogo pour permettre aux fans de participer au financement d'une partie du film. Si la somme est atteinte, les financier déjà engagés par les producteurs financeront le reste du budget et le tournage du film commencera d'ici 2015.  Le script du film est déjà prêt et a été écrit par Piers Ashworth, scénariste du film St Trinian's : Pensionnat pour jeunes filles rebelles. La campagne est un échec, elle ne récoltera seulement que 254,500 dollars. 